# Callopanchax monroviae
Callopanchax monroviae is een straalvinnige vissensoort uit de familie van de killivisjes (Nothobranchiidae). De wetenschappelijke naam van de soort is voor het eerst geldig gepubliceerd in 1972 door Roloff & Ladiges.